# Ageleradix sichuanensis
Ageleradix sichuanensis là một loài nhện trong họ Agelenidae.
Loài này thuộc chi Ageleradix. Ageleradix sichuanensis được Yajun Xu & Li miêu tả năm 2007.